# Dinajpur
Dinajpur (pronunție în bengaleză [dinajpur]; bengaleză দিনাজপুর) este un oraș și cartierul general al districtului Dinajpur situat în divizia Rangpur, Bangladesh. A fost fondată în 1786. Este situată la 413 km nord-vest de Dacca, în Bangladesh. Acesta este situat la 25°37′ N. latitudine N. și 88°39′ E longitudine pe malul estic al râului Punarbhaba. Este delimitat la nord de Suihari, Katapara, Bangi Bechapara, Pulhat, Koshba la sud, la est de Sheikhupura și de râul Punarbhaba la vest.

## Galerie

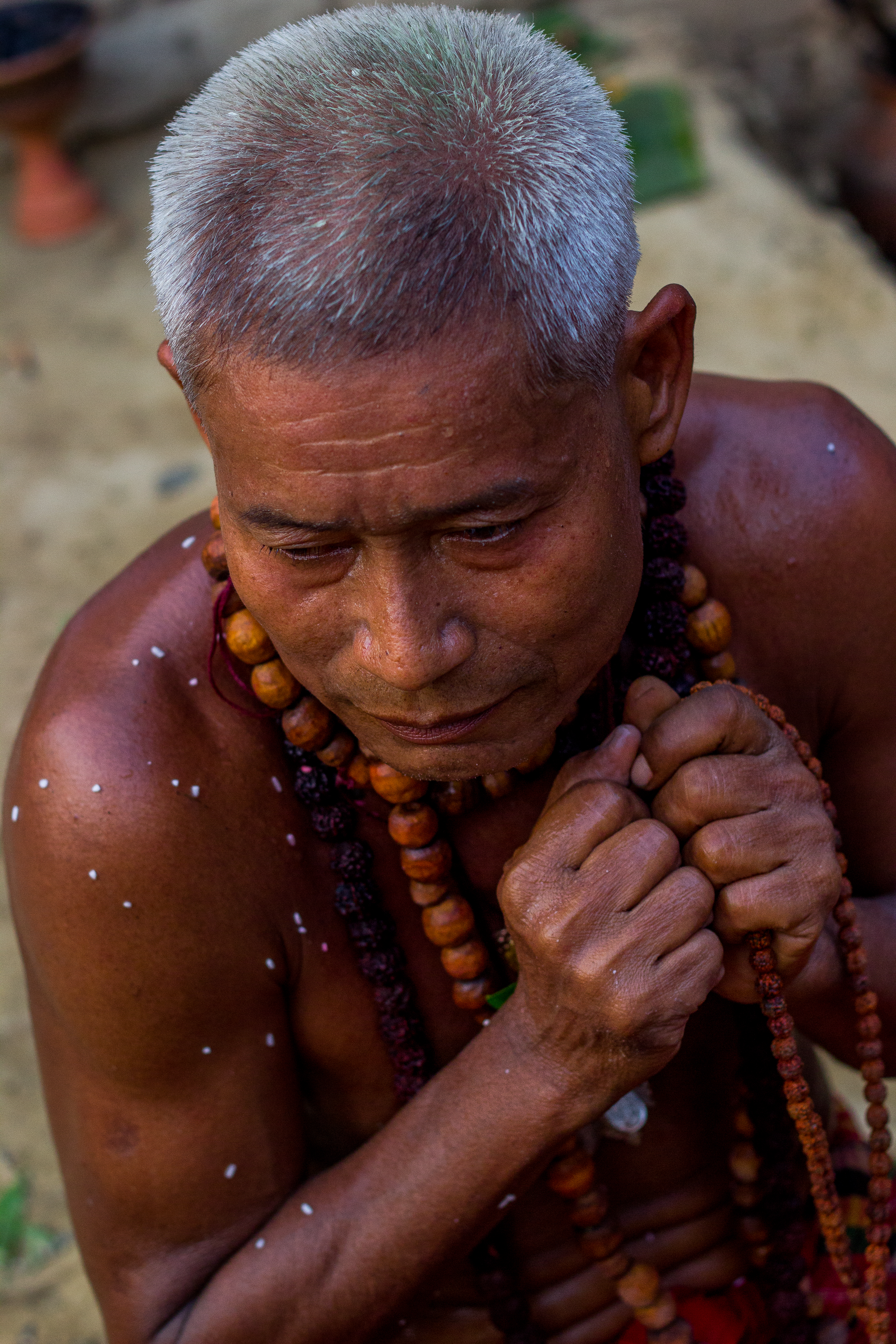
Buri Puja, Dinajpur
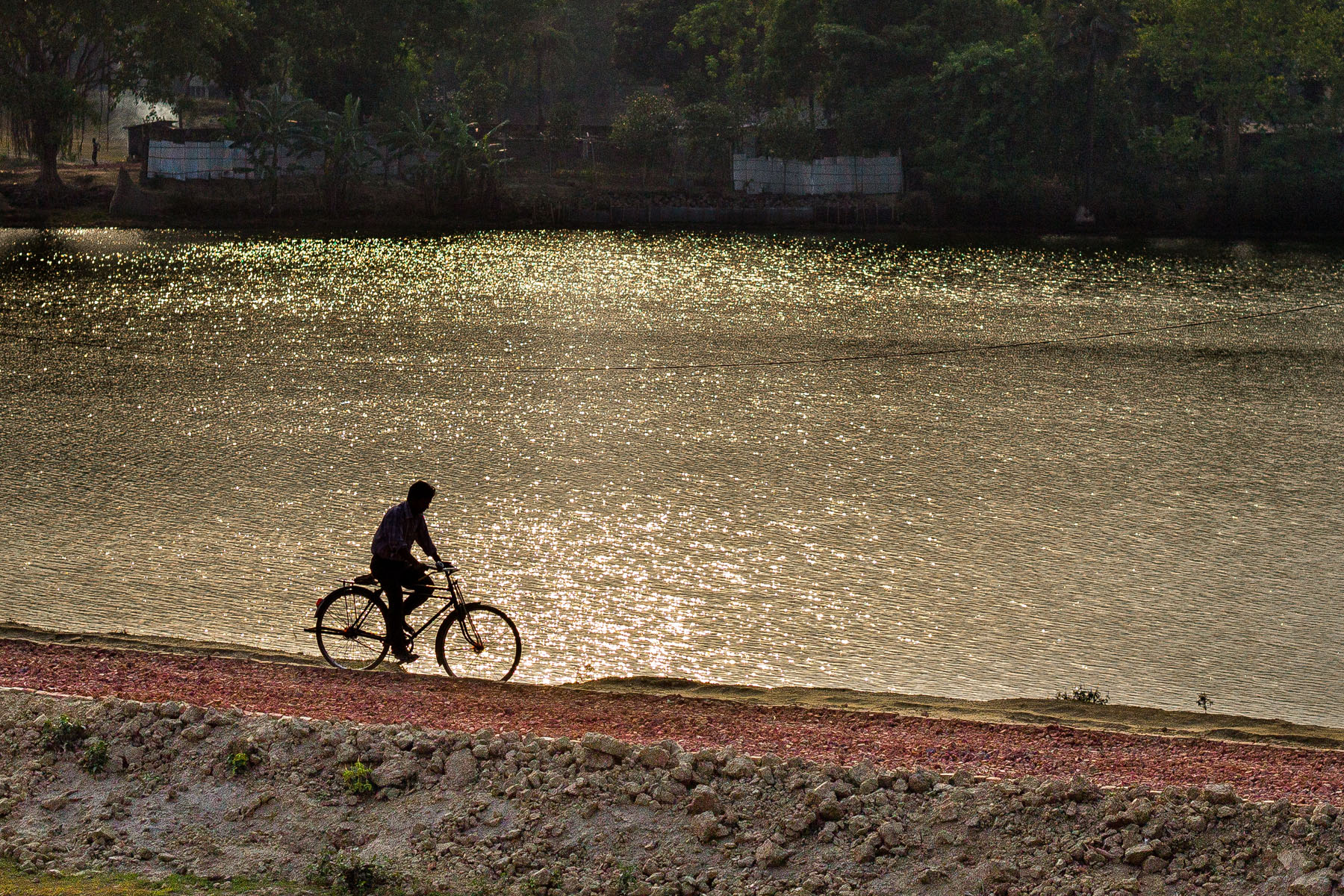
Sukh Sagor
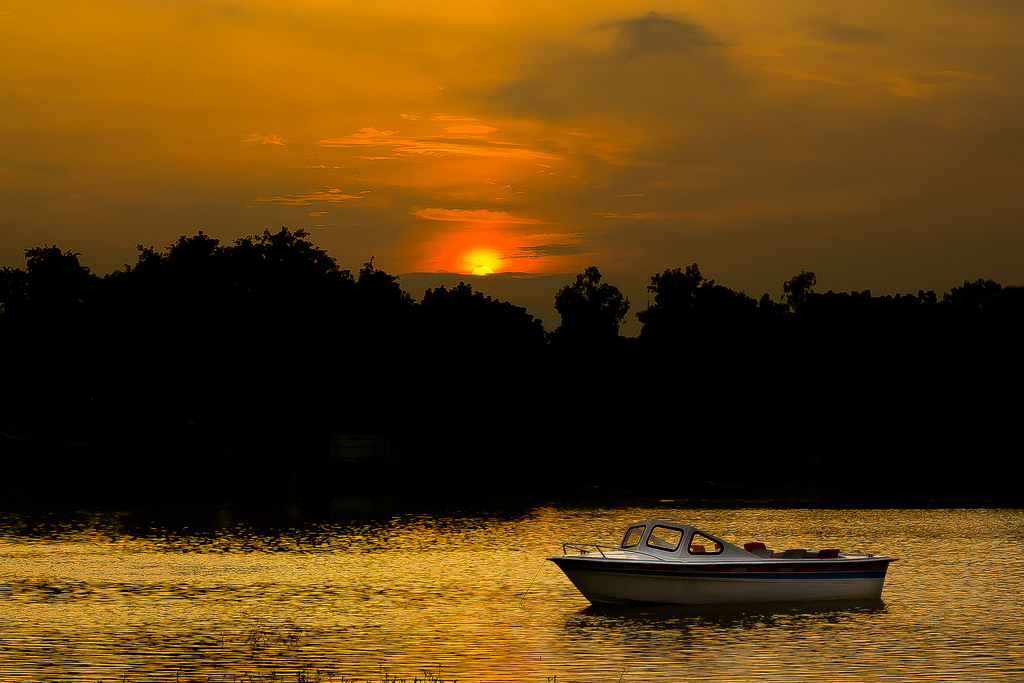
Matasagor
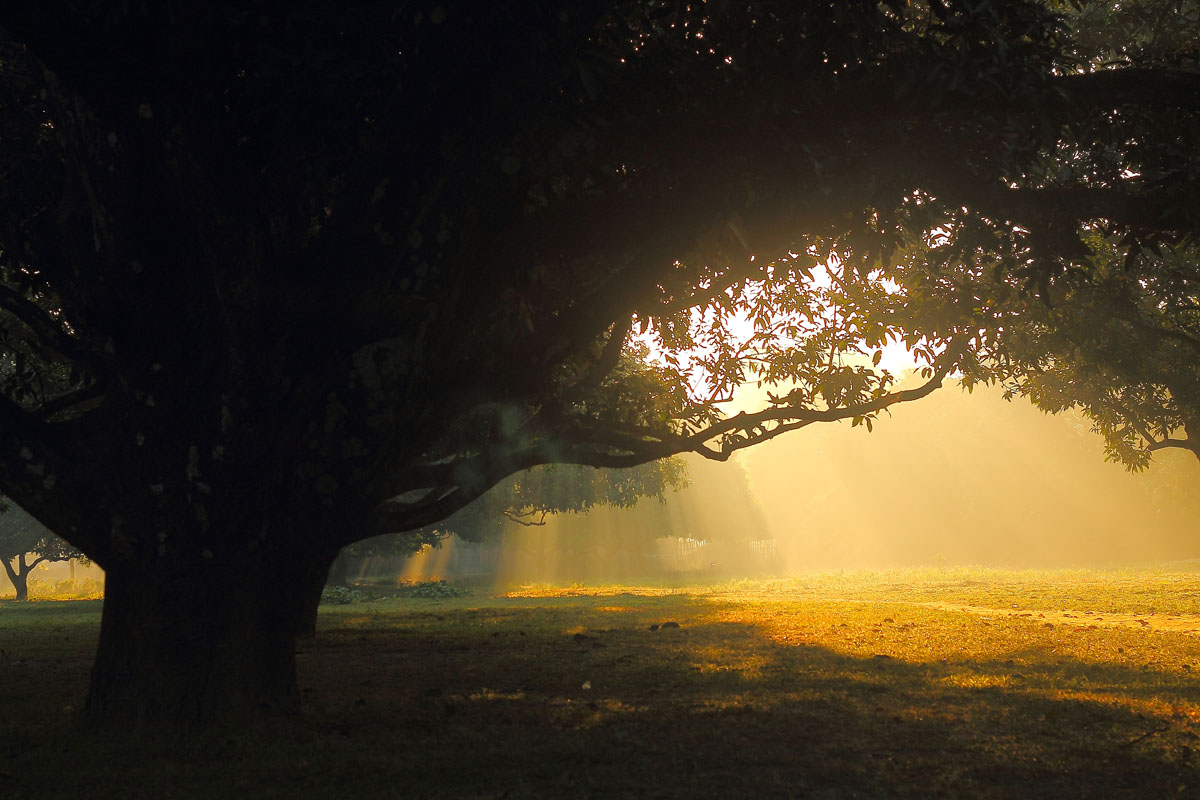
Bangibechar Hat
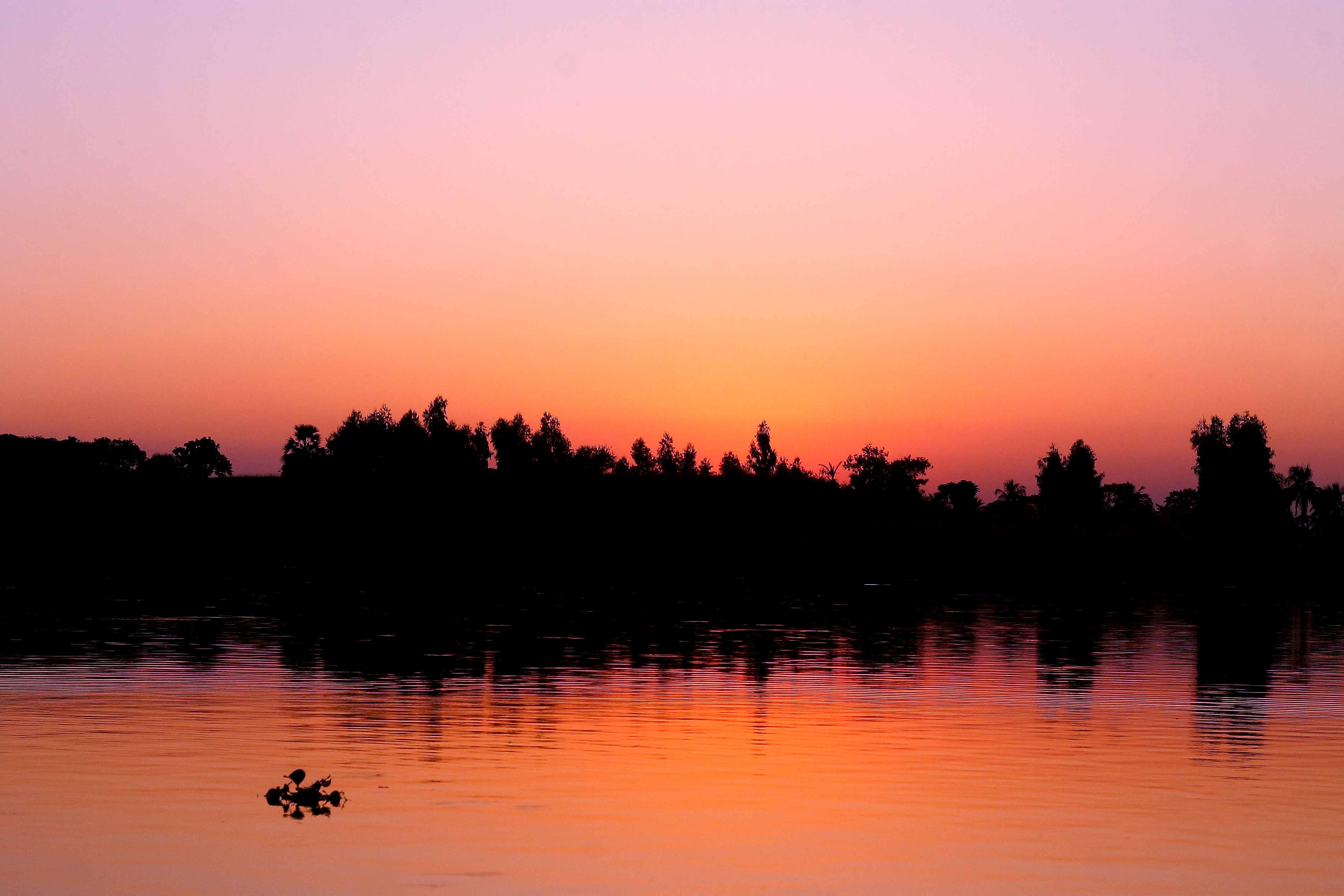
Răsărit
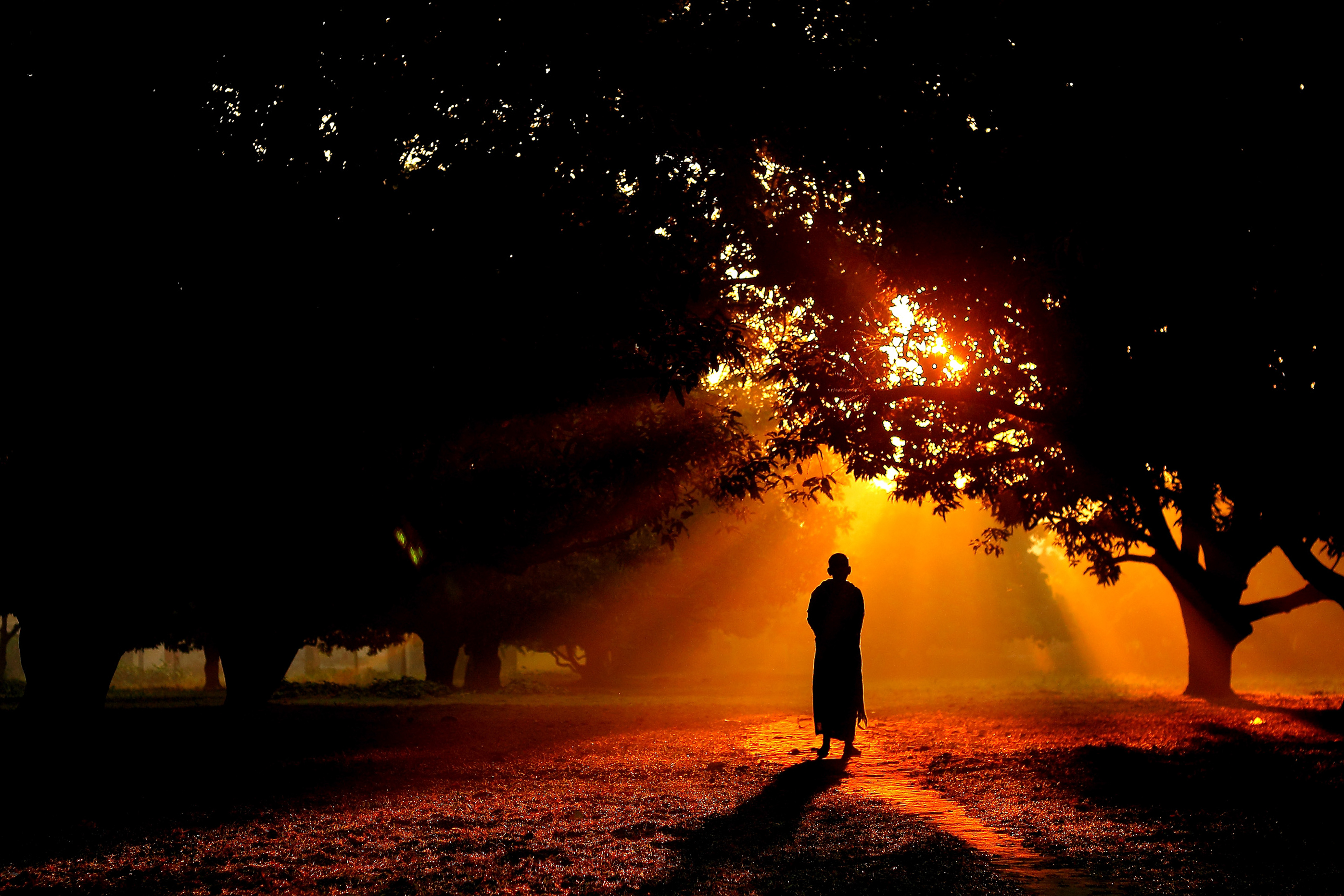
Bangibechar Hat

## Legături externe
- Materiale media legate de Dinajpur la Wikimedia Commons
- Website of Dinajpur Municipality

1. ↑  Population and Housing Census 2011 - Volume 3: Urban Area Report (PDF), Bangladesh Bureau of Statistics, 2014